# Arkaim
Arkaim là một di chỉ khảo cổ nằm ở vùng thảo nguyên Nam Ural, khoảng 8,2 km (5,1 dặm Anh) về phía bắc tây bắc làng Amursky, và khoảng 2,3 km (1,4 dặm Anh) về phía nam đông nam làng Aleksandrovsky, cạnh bờ con sông nhỏ Belaya Karaganka và chi lưu tả ngạn của nó là sông Utyaganka, trong địa phận huyện Bredinsky, tây nam tỉnh Chelyabinsk, Nga, giáp biên giới phía bắc Kazakhstan.
Di chỉ này nói chung được xác định có niên đại khoảng thế kỷ 17-16 TCN. Các niên đại sớm hơn, có thể tới thế kỷ 20 TCN, cũng từng được đề xuất. Nó từng là nơi định cư của dân cư thuộc văn hóa Sintashta-Petrovka.

## Phát hiện và khai quật
Di chỉ này được một nhóm các nhà khoa học Chelyabinsk, do Gennady Borisovich Zdanovich chỉ huy, phát hiện năm 1987. Khi đó những người này làm công tác khảo sát, chuẩn bị và bảo vệ cho việc làm ngập lụt khu vực này trong việc xây dựng một hồ chứa nước của công trình thủy lợi Bolshekaragansky. Họ đã khảo sát và cứu vãn được di chỉ này mặc dù ban đầu phát hiện của họ bị các quan chức chính quyền Liên Xô, những người có kế hoạch làm ngập khu vực di chỉ này, giống như họ đã từng làm ngập Sarkel vào năm 1952 trước đó, từ chối. Nhưng sự quan tâm của công luận tới các tin tức về phát hiện này cũng như các kiến nghị từ các nhà khoa học có tiếng đã buộc chính quyền phải thay đổi kế hoạch làm ngập lụt khu vực. Việc xây dựng hồ chứa nước chấm dứt năm 1991 và cùng năm đó, theo sáng kiến của Gennady Borisovich Zdanovich, nó được chuyển thành khu bảo tồn-bảo tàng văn hóa-lịch sử và cảnh quan thiên nhiên với cùng tên gọi. Tháng 5 năm 2005 tổng thống Nga khi đó là Vladimir Vladimirovich Putin đã tới thăm di chỉ này.
Niên đại khoảng thế kỷ 17 TCN gợi ý rằng khu dân cư này là cùng thời hay muộn hơn một chút so với sự di cư của người Ấn-Arya vào Nam Á và Mesopotamia (văn hóa mộ Gandhara xuất hiện tại miền bắc Pakistan từ khoảng 1600 TCN, các vị quân chủ Mitanni gốc Ấn-Âu đã tới Anatolia trước 1500 TCN, cả hai đều xa khoảng 3.000 km (1.900 dặm Anh) tới khu vực thuộc văn hóa Sintashta-Petrovka), và nó hoặc là văn hóa Iran thời kỳ đầu hoặc là nhánh không được biết đến của người Ấn-Iran đã không tồn tại nữa trong dòng lịch sử.

## Khu dân cư
Mặc dù khu dân cư (52°38′56″B 59°34′18″Đ / 52,64889°B 59,57167°Đ) đã bị đốt cháy và bỏ hoang lâu ngày, nhưng nhiều chi tiết vẫn được bảo tồn. Arkaim là tương tự về hình dạng và kích thước nhưng được bảo tồn tốt hơn so với di chỉ Sintashta gần đó, nơi các cỗ xe do gia súc kéo có sớm nhất đã được khai quật. Di chỉ này được bảo vệ bằng hai lớp tường thành hình tròn và được đắp bằng đất. Tại trung tâm khu dân cư có một quảng trường hình chữ nhật với kích thước 25 x 27 m, được bao quanh bằng 2 vòng nhà ở, tách biệt với nhau bằng đường đi. Khu dân cư này có diện tích khoảng 20.000 m² (220.000 ft vuông). Đường kính của lớp tường thành trong khoảng 85 m (279 ft) còn đường kính của lớp tường thành ngoài khoảng 143–145 m (469–476 ft). Nó được xây dựng từ đất đắp trong các khung gỗ và được gia cố bằng gạch đất sét không nung, có độ dày 3–5 m (10–16 ft). Nó có chiều cao không nhỏ hơn 3-3,5 m (10-11,5 ft). Khu dân cư được bao quanh phía ngoài cùng là một hào sâu khoảng 2 m.
Có 4 lối vào khu dân cư thông qua tường thành trong và ngoài với lối vào chính ở phía tây. Các khu nhà ở có dạng hình thang và diện tích khoảng 110–180 m². Người ta đã khai quật được tại đoạn phía bắc, tại vòng tường thành ngoài là 29 khu nhà và ở vòng tường thành trong 12 ngôi nhà. Bằng các phương pháp địa vật lý, người ta cho rằng số lượng nhà ở tại khoảng giữa vòng thành ngoài và vòng thành trong khoảng 35, với các lối vào đường phố hình tròn trong phần giữa của khu dân cư. Số nhà ở bên trong vòng thành trong là 25 (bao gồm 19 ngôi nhà chính và 6 ngôi nhà phụ không lớn được xây dựng thêm xen vào giữa các ngôi nhà chính do sự gia tăng dân số), được sắp xếp dọc theo tường thành trong, với các cửa nhìn vào quảng trường trung tâm. Đường phố trung tâm được thoát nước bằng rãnh có nắp đậy. Zdanovich ước tính rằng khoảng 1.500 tới 2.500 người có thể sống trong khu dân cư.
Bao quanh phía ngoài cáctường thành của Arkaim là khu vực ruộng có thể cày cấy, với kích thước 130–140 m x 45 m (430–460 ft x 150 ft), được tưới tiêu bằng một hệ thống kênh và hào rãnh. Các dấu tích hạt kê và lúa mạch cũng được tìm thấy.
Trên khu dân cư người ta đã thu thập được khoảng 9.000 mảnh vụn đồ gốm, các sản phẩm từ xương và đá, các công cụ kim loại (dao có cán, liềm-nạo, dùi, đồ trang sức). Nhiều vật gắn liền với luyện kim và gia công kim loại: các khuôn đúc, xỉ, vòi phun, búa và đe. Nền kinh tế của cư dân Arkaim dựa trên chăn thả gia súc trên các bãi chăn thả với các yếu tố của việc canh tác đất đai. Trên lãnh thổ thung lũng Arkaim, trong bán kính 5–6 km từ khu dân cư được gia cố tăng cường này người ta cũng ghi nhận không dưới 5 điểm dân cư nhiều tầng thuộc thời đại đồ đồng với các di tích của các tầng thuộc thế kỷ 17-16 TCN. Rất có thể đây là các điểm dân cư không được gia cố tăng cường với kích thước không lớn và người ta cũng không loại trừ rằng các điểm dân cư không gia cố tăng cường nằm xa hơn nữa cũng có mối liên quan tới điểm dân cư được gia cố tăng cường này.

## Khu chôn cất
Khu gò mộ chôn cất (52°37′33″B 59°33′39″Đ / 52,62583°B 59,56083°Đ) của Arkaim nằm trên bờ trái sông B. Karaganka, khoảng 1-1,5 km về phía tây nam khu dân cư Arkaim. Người ta đã nghiên cứu 5 gò mộ. Chiếm chủ yếu trong khu vực mồ mả này là các quần mộ lớn, kích thước 17–19 m, liên kết 12-20 hốc chôn cất. Đặc thù trong kiến trúc mai táng được xác định bởi các hốc chôn cất sâu, tới 3,5 m, với các khoang và bậc chôn cất rộng và rỗng, một số được che phủ bằng gỗ. Phía trên các hốc này được che phủ bằng các kết cấu che đậy bằng đất riêng rẽ, hoặc là bằng các mái giả vòm từ các khối đất sét nện. Các di cốt trong các hốc chôn cất hoặc là của một người hoặc là hai người hay một nhóm người. Kiểu nhân chủng học của những người chết là Tiền Ấn-Âu. Người ta cũng chôn cất kèm theo nhiều tài sản, đặc biệt là trong các hốc đặc biệt: dao dạng lá từ đồng thiếc, rìu-cuốc, dao trổ, dùi, lao móc, mũi giáo, các sản phẩm khác từ đồng thiếc, mũi tên bằng đá và xương, chùy đá, các bộ đồ yên cương ngựa, đồ trang sức v.v. Trong tổ hợp đồ gốm chủ yếu là các nồi niêu bình chậu sườn nhọn, được trang trí bằng họa tiết hình khối. Nhiều di tích của động vật cúng tế theo (ngựa, đại và tiểu gia súc, chó). Người ta cũng nghiên cứu các khu quần mộ với 7-8 hốc chôn cất, tại đây các đồ tùy táng là nghèo nàn hơn.

## Trong giả khảo cổ học và chủ nghĩa thần bí dân tộc
Kể từ khi phát hiện ra, Arkaim đã thu hút sự chú ý và quan tâm của cộng đồng và các phương tiện thông tin đại chúng tại Nga, với một khoảng rộng các tầng lớp dân cư, bao gồm cả các tổ chức thần bí, Kỷ nguyên Mới và giả khoa học. Người ta cho rằng nó là di chỉ khảo cổ bí ẩn nhất trên lãnh thổ Nga, và giống như với nhiều phát hiện khảo cổ khác, nhiều diễn giải mâu thuẫn nhau đã được đặt ra.

### Thành phố Chữ Vạn
Nhằm làm cho người ta biết tới, những người khám phá đầu tiên đã miêu tả Arkaim như là "thành phố Chữ Vạn", "thành phố Mandala" hay "kinh đô cổ đại của văn minh Arya sơ kỳ, như được miêu tả trong Avesta và kinh Vệ Đà". Miêu tả chữ vạn là nói tới sơ đồ mặt bằng sàn của di chỉ, mà (với một số tưởng tượng) có thể xuất hiện như hình Chữ Vạn, mặc dù với các nhánh thuôn tròn (tương tự như lauburu) gắn với vòng tròn trung tâm thay vì là hình chữ thập.

### Đài thiên văn
Sự tương tự về vĩ độ, niên đại và kích thước đã làm cho một số nhà thiên văn khảo cổ học, như Bystrushkin (2003), có sự so sánh Arkaim với Stonehenge tại Anh. Theo tuyên bố của họ, đài thiên văn thời đại đồ đá mới tại Stonehenge cho phép có thể quan sát 15 hiện tượng thiên văn sử dụng 22 yếu tố, trong khi đài thiên văn đương thời tại Arkaim cho phép quan sát 18 hiện tượng thiên văn sử dụng 30 yếu tố. Độ chính xác các phép đo tại Stonehenge được ước tính là 10 phút cung tới 1 độ cung, trong khi tại Arkaim là 1 phút cung. Độ chính xác trong các quan sát thiên văn như vậy đã không được lặp lại cho mãi tới khi có sự biên soạn Almagest của Ptolemy khoảng 1800 năm sau. Tuy nhiên, cần lưu ý rằng việc diễn giải Stonehenge cũng như Arkaim là các đài thiên văn nói chung chưa được công nhận rộng khắp.